# Uvarovina chinensis
Uvarovina chinensis är en insektsart som beskrevs av Willy Adolf Theodor Ramme 1939. Uvarovina chinensis ingår i släktet Uvarovina och familjen vårtbitare. Inga underarter finns listade i Catalogue of Life.